# 8649 Juglans
8649 Juglans este un asteroid din centura principală de asteroizi.

## Descriere
8649 Juglans este un asteroid din centura principală de asteroizi. A fost descoperit pe 26 septembrie 1989 la Observatorul La Silla de Eric Walter Elst. El prezintă o orbită caracterizată de o semiaxă mare de 2,21 ua, o excentricitate de 0,11 și o înclinație de 5,9° în raport cu ecliptica.